# Чорний Дрин

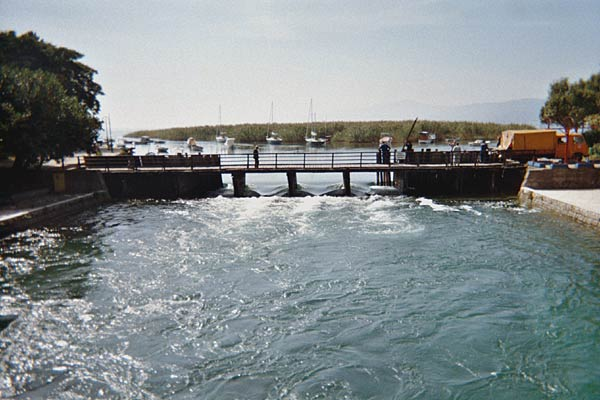
Витік Чорного Дрина, місто Струга

Чорний Дрин (мак. Црн Дрим, алб. Drini i Zi) — річка в Північній Македонії та Албанії. Річка витікає з Охридського озера у македонського міста Струга та зливається з Білим Дрином поблизу албанського міста Кукес, утворюючи річку Дрин. 

## Гідрографія
Річка витікає з Охридського озера на висоті 695 метрів над рівнем моря і є єдиною річкою, яка витікає з цього озера. На території Північної Македонії на річці побудовані греблі двох гідроелектростанцій, внаслідок чого створені два великих водосховища (Глобовиця і Спиле). Водосховище Спиле біля міста Дебар переходить у Дебарське озеро, в яке впадає основна притока Чорного Дрина — річка Радика. Після греблі Чорний Дрин протягом декількох кілометрів утворює державний кордон між Північною Македонією та Албанією, після чого тече по албанських областях Кукес і Дібер. Основний напрямок течії — північний.
У басейні річки лежить озеро Преспа.

## Фауна
У водах Чорного Дрина мешкають різні види риб, такі як короп, головень європейський, вугор європейський, марена звичайна та інші.
Охридский вугор протягом тисячоліть мігрував з Охридського озера в Саргасове море для розмноження. У другій половині 20-го століття при будівництві двох дамб у Північній Македонії і чотирьох в Албанії маршрут міграції вугра повністю перекрили. Греблі стали проблемою для інших видів риб, які колись мігрували від Адріатичного моря до Охридського озера. Згідно з Червоним списком МСОП, європейський вугор вважається вимираючим видом. З 1970 року кількість вугрів зменшилася приблизно на 90 %. Фактори, що впливають на скорочення популяції цього виду: рибальство, деякі види паразитів (наприклад, Anguillicola crassus), будівництво гідроелектростанцій, які перешкоджають їх міграції, тощо. Захист основних районів проживання вугра (та інших видів мігруючих риб) має бути ефективним.